# Taigafladdermus
Taigafladdermus (Myotis brandtii), förr kallad Brandts fladdermus,  är en fladdermusart i familjen läderlappar (Vespertilionidae), till förväxling lik mustaschfladdermusen. 

## Beskrivning
Taigafladdermus är en av Europas minsta fladdermusarter med en vingbredd upp till 25 cm, kroppslängd mellan 4 och 5 cm och vikt på ca 5-10 g.
Pälsen är mörkt brungrå på ovansidan, ljusare under. Det är ofta svårt att skilja Brandts fladdermus från den ovanligare mustaschfladdermusen. Äldre individer blir ofta mera rödbruna på ovansidan, men för att vara säker på vilken art det rör sig om, bör man kontrollera tänderna (premolarerna) eller, om det är en hanne, penisens form, som är klubbformad, ej rak som hos mustaschfladdermusen.

## Vanor
Påminner troligtvis om mustaschfladdermusens med samma låga och fladdrande flykt som denna. Födan består av allehanda insekter och spindlar.
Arten finns framför allt i skogsmark. Lätet är detsamma som hos mustaschfladdermusen, distinkta, regelbundna knäppningar med en medelfrekvens på omkring 45 kHz.

## Utbredning
Arten finns i Europa med undantag för den allra nordligaste delen. I Sverige finns den troligtvis från Skåne till södra Norrbotten (osäkerheten beror på svårigheterna att skilja den från mustaschfladdermusen). Den är troligen tämligen vanlig. Arten är ännu inte funnen på Öland, men är vanlig på Gotland.
Utbredningsområdet fortsätter österut till östra Sibirien och Sachalin. I syd når arten Medelhavet, Anatolien och Kazakstan. Taigafladdermusen vistas i låglandet och i bergstrakter upp till 1800 meter över havet.